# 桜の聖母短期大学
桜の聖母短期大学（さくらのせいぼたんきだいがく、英語: Sakura no Seibo Junior College）は、福島県福島市花園町3-6に本部を置く日本の私立大学。1955年創立、1955年大学設置。大学の略称は桜の聖母、聖短。

## 概観

### 大学全体
- 福島県福島市に所在する日本の私立短期大学。
- 1955年に学校法人桜の聖母学院[2]により2学科体制[3]で開学[注 1]。学科数自体の変更は開学当初と変わらず、受け入れは女性のみ。
- カトリック系のミッションスクールで、高等学校、中学校、小学校、幼稚園を併設。1学科と1学科2専攻からなっている。

### 建学の精神（校訓・理念・学是）
- 桜の聖母短期大学における教育の柱は「心の教育・共に生きる教育・豊かな学力・国際教育」となっている。

### 教育および研究
- 桜の聖母短期大学での共通科目として、国際ボランティアを設置し、カナダでの建学の精神を学ぶとともに語学研修が行われている。
- 共通科目では、「キリスト教学」や「福祉学」といった人間総合科目群があり、「福祉学」では30時間時間以上のボランティアが必須となっている。また、「福島学」などの特色ある教育も実践している。
- 毎年「桜の聖母短期大学紀要」を発行し、教育・研究の成果を公表している。

### 学風および特色
- 桜の聖母短期大学はカトリック精神に基づいた教育が行われている。
- 「愛と奉仕に生きる、良き社会人の育成」が教育目的となっている。
- 本学独自のイベントとしてまず、「インヴェスティチュア」がある。これは、中世ヨーロッパから受け継ぐ伝統のあるもので、アカデミックドレス（角帽とガウン）の着用が許可される日となっている。ほか、ハロウィーン（10月31日）や「クリスマス式典」・「フェアウェルパーティー」（いわゆる謝恩会）も行われている。
- 2006年財団法人短期大学基準協会による第三者評価の結果、適格認定を受けている。
- 2020年 （一財）大学・短期大学基準協会による認証評価の結果、適格と認定される。

## 沿革
- 1951年
  - 4月10日 学校法人桜の聖母学院が成立[4]。
- 1955年
  - 2月1日 左記を以て文部省[注 2]より短期大学の設置が認可される[5]。
  - 4月1日 桜の聖母短期大学が以下の学科体制にて開学。
    - 英語科 入学定員40名
    - 家政科入学定員40名
- 1958年
  - 5月1日 学生数[6]/定員
    - 英語科 58[注釈 1] /80
    - 家政科 39[注釈 1] /80
- 1968年
  - 4月1日 学科の入学定員を以下の通り変更する[7]。
    - 英語科 40[8]→100[9]
    - 家政科 40[8]→100[9] かつ、以下の通り専攻分離する。
      - 家政専攻 入学定員50名
      - 食物栄養専攻 入学定員50名

  - 5月1日 学生数/定員
    - 英語科 125[注釈 1]/140
    - 家政科 142[注釈 1]/140
- 1970年
  - 4月1日 学科の名称を以下の通り変更する。
    - 家政科→家政学科
    - 英語科→英語学科

  - 5月1日 学生数[10]/定員
    - 英語学科 158[注釈 1]/200
    - 家政学科 179 [注釈 1]/200
- 1992年[注 3]
  - 5月1日 学生数[11]/定員[12]
    - 英語学科 309[注釈 1]/200
    - 家政学科 281[注釈 1]/200
- 1997年
  - 4月1日 学科の名称を以下の通り変更する[13]。
    - 家政学科→生活科学科
      - 家政専攻→生活科学専攻
- 1999年
  - 5月1日 学生数[14]/定員
    - 生活科学科 172[注釈 1]/200
    - 英語学科 279[注釈 1]/200
- 2000年
  - 4月1日 生活科学科の専攻名称を以下の通り変更する[15]。
    - 生活科学専攻→生活デザイン専攻
- 2004年
  - 4月1日 生活科学科生活デザイン専攻の学生募集をこの年度をもって最終とする[注釈 2]。
- 2006年
  - 3月31日 左記を以て生活デザイン専攻を正式に廃止する[17]。
- 2012年
  - 4月1日 英語科をこの年度よりキャリア教養学科に改組開始[注 5]
- 2025年
  - 4月22日、開学時より女子短期大学として運営されてきたが、令和7年4月14日に開催された理事会において2026年(令和8年)度の入学生より男女共学化する事を発表した。[20]

## 基礎データ

### 所在地
- 福島県福島市花園町3-6

### 交通アクセス
- 福島駅から福島交通バスを利用、「文化センター入口」停留所で下車すぐの場所にある。同駅から徒歩で行くこともできるが20分程度はかかる距離である。

### 象徴
- 桜の聖母短期大学のカレッジマークは盾の形をモチーフとして、その中に十字架や聖母マリアの頭文字である「M」と桜の絵、本短大の英語表記である「SSJC」の文字が左下から右上にかけて記されたものとなっている。「盾」は「正しいことを正しいと言い切る勇気」、「十字架」は「イエス・キリストの生き方にならう使命」を意味するものとなっている[注 6]。
- スクールカラーは「愛の精神」を意味する赤と、「純潔」を意味する青が用いられている。
- 桜の聖母短期大学学歌がある[22]。

## 教育および研究

### 組織

#### 学科
- 生活科学科
- 生活デザイン専攻 入学定員50名[注 7]
  - 食物栄養専攻
  - 福祉こども専攻ーこども保育コース
- キャリア教養学科

#### 専攻科
- なし

#### 別科
- なし

##### 取得資格について
資格
- 保育士：生活科学科福祉こども専攻こども保育コースにて取得できる。
- 栄養士：生活科学科食物栄養専攻にて取得できるようになっている。
- 司書：キャリア教養学科にて取得できるようになっている。かつては、こども保育コース以外の全ての学科で取得可能だった。

教職課程
- 中学校教諭二種免許状[注 8]
  - 家庭
    - 生活科学科
      - 福祉こども専攻福祉デザインコースにて設置されていた。
      - 食物栄養専攻にて設置されていた。
      - 過去にあった生活科学専攻にも設置されていた[26]。

  - 英語：過去にあった英語学科にて取得できた[26]。
- 栄養教諭二種免許状：生活科学科食物栄養専攻にて取得できるようになっていた[27]。
- 幼稚園教諭二種免許状：生活科学科福祉こども専攻こども保育コースにて設置されている。

#### 附属機関
- ボランティアセンター
- 生涯学習センター
- 図書館情報センター

### 研究
- 『桜の聖母短期大学紀要』[28]

## 学生生活

### 部活動・クラブ活動・サークル活動
- 桜の聖母短期大学のクラブ活動
- ESS：英語劇に力を入れ、全東北英語劇コンテストで優勝8回の実績を持つ
- 映画：
- 軽音楽：
- 華道：
- 茶道：
- テニス
- 合唱：｢マリアンコラール｣という名称で活動している。
- 箏曲：
- ミリアムローターアクトクラブ
- 写真
- 書道
- 美術
- からし種
- ふるさと研究会：福島の食文化や自然を通してふるさとの良さを再発見するためのサークル。蕎麦打ちやリンゴ狩りなどのイベントもある。
- パソコン研究会
- 放送研究会
- スキーほか

### 学園祭
- 桜の聖母短期大学の学園祭は「あかしや祭」と呼ばれ毎年、概ね11月に行われている。

### スポーツ
- 水泳が強く、2008年6月28日・29日に行われた「日本学生水泳競技北部大会」での400メートル・200メートルの各個人メドーにて1位を獲得している。

## 施設

### キャンパス
- マリアンホール
- マルグリット・ブールジョワ館
  - 語学実習室
  - 学生ホール
  - 多目的演習室
  - 情報処理室
  - 調理実習室
  - 大講義室
- ミリアム館
  - 講堂
  - 図書館情報センター：所蔵数はおよそ50,000冊
  - 保育実習室
  - 音楽実習室
  - 個人練習室
  - 図画工作室

## 対外関係

### 地方自治体との協定
- 2008年8月27日、教育と福祉における協力をねらいとして南相馬市と「相互友好協定書」を締結。

### 他大学との協定

#### 日本
- 福島大学[29]
- 放送大学[30]

#### アメリカ合衆国
- セークレッド・ハート大学
- コンコーディア大学
- セントルイス大学

#### カナダ
- マリアノポリス大学

### 系列校
- 桜の聖母学院中学校・高等学校

## 社会との関わり
- 2006年、二本松市にある福島県男女共生センターにて生活科学科福祉こども専攻の学生による福祉用具展示を行っている[27]。
- 「ニューホライズン・プログラム」において、タイでのアジア体験学習や、平和と暴力について考え、自然・歴史・文化に触れることをねらいに沖縄での国内研修も行なわれている。
- 「ミリアムローターアクトクラブ」と称した団体では、毎年1月に、大阪の釜ヶ崎地区にてボランティア活動を行っている。
- 「からし種」と称した団体では、難民救済活動のための街頭募金したり障がいをもつ方との交流をしたりしている。
- 2008年夏、福島市で行われた「第39回わらじまつりダンシングソーダナイト」と称したイベントにて本短大の学生がグランプリを獲得している。

## 卒業後の進路について

### 編入学・進学実績
- 生活科学科
  - 生活デザイン専攻：福島大学・宮城学院女子大学・東京家政大学・中央大学・新潟工科大学ほか[31]
  - 食物栄養専攻：女子栄養大学・日本女子大学ほか
  - 福祉こども専攻：宮城学院女子大学・東洋大学・白梅学園大学・日本社会事業大学ほか[27]
- 英語学科：秋田大学・山形大学・茨城大学・群馬大学・東北学院大学・筑波学院大学・駿河台大学・桜美林大学・駒澤大学・清泉女子大学・早稲田大学・神奈川大学・桃山学院大学ほか